# Nilo Duré
Nilo Alessandro Duré Alvarenga (* 2. Juli 1998) ist ein paraguayischer Leichtathlet, der sich auf den Sprint spezialisiert hat.

## Sportliche Laufbahn
Erste internationale Erfahrungen sammelte Nilo Duré im Jahr 2016, als er bei den Ibero-Amerikanischen Meisterschaften in Rio de Janeiro mit 50,48 s in der Vorrunde im 400-Meter-Lauf ausschied und mit der paraguayischen 4-mal-100-Meter-Staffel in 42,36 s den fünften Platz belegte. Im Jahr darauf gelangte sie bei den U20-Südamerikameisterschaften in Leonora mit 49,40 s auf den sechsten Platz über 400 Meter und schied mit 22,59 s im Vorlauf über 200 Meter aus. Zudem gelangte er mit der Staffel mit 43,03 s auf den fünften Platz. Anschließend verpasste er bei den Südamerikameisterschaften in Luque mit 49,38 s den Finaleinzug über 400 Meter und belegte in 3:21,26 min den siebten Platz in der 4-mal-400-Meter-Staffel. Im November schied sie bei den Juegos Bolivarianos in Valledupar mit 49,20 s im Vorlauf über 400 Meter aus und wurde mit der 4-mal-100-Meter-Staffel disqualifiziert. 2018 schied er bei den Südamerikaspielen in Cochabamba mit 21,59 s in der ersten Runde im 200-Meter-Lauf aus und gelangte mit 39,99 s auf den fünften Platz in der 4-mal-100-Meter-Staffel. Anschließend belegte er bei den Ibero-Amerikanischen Meisterschaften in Trujillo in 21,75 s den siebten Platz über 200 Meter und gewann mit der Staffel in 39,99 s die Silbermedaille hinter dem Team aus Brasilien. Ende September erreichte er bei den U23-Südamerikameisterschaften in Cuenca das Finale über 200 Meter, ging dort aber nicht mehr an den Start. 2021 kam er bei den Südamerikameisterschaften in Guayaquil mit 10,76 s nicht über die Vorrunde im 100-Meter-Lauf hinaus und im Jahr darauf verpasste sie bei den Juegos Bolivarianos in Valledupar mit 11,05 s den Finaleinzug über 100 Meter und gewann in 39,90 s die Bronzemedaille mit der Staffel hinter den Teams aus der Dominikanischen Republik und Venezuela. Im Oktober nahm er erneut an den Südamerikaspielen in Asunción teil und schied dort mit 48,64 s im Vorlauf über 400 Meter aus und gewann in 39,60 s gemeinsam mit Jonathan Wolk, Fredy Maidana und César Almirón die Silbermedaille hinter dem venezolanischen Team.

## Persönliche Bestleistungen
- 100 Meter: 10,67 s (+1,1 m/s), 24. April 2021 in Asunción
- 200 Meter: 21,44 s (+1,8 m/s), 23. Februar 2019 in Asunción
- 400 Meter: 48,20 s, 13. August 2022 in Asunción